# Jivarus americanus
Jivarus americanus är en insektsart som beskrevs av Giglio-tos 1898. Jivarus americanus ingår i släktet Jivarus och familjen gräshoppor. Inga underarter finns listade i Catalogue of Life.